# And Your Bird Can Sing
And Your Bird Can Sing è un brano del gruppo musicale britannico The Beatles, pubblicato come nona traccia del settimo album in studio del gruppo, Revolver.

## Descrizione
La canzone, dal taglio molto rock, è diventata memorabile per la melodia fatta con due chitarre; non si sa chiaramente chi ha suonato le due linee di chitarra, ed infatti è stata ipotizzata la paternità di entrambe ad Harrison, in alternativa ad una suonata da questo ed un'altra da McCartney. Una versione della canzone con Harrison che suona la sua chitarra Rickenbacker da 12 corde fu registrata il 20 aprile 1966, ma subito scartata dal gruppo, che poi ha registrato la versione dell'album il 26 aprile. Nella versione respinta, che compare nell'album Anthology 2, fu aggiunta una traccia vocale nella quale John Lennon e Paul McCartney ridacchiano nervosamente. Il titolo originale del brano era You Don't Get Me. Il 20 aprile erano state registrate due takes, partendo con la base ritmica, e sovraincidendoci le voci, il basso elettrico ed il tamburello. Il 26 aprile vennero registrati 11 nastri del brano, ed il decimo venne considerato il migliore; su di esso venne aggiunta qualche sovraincisione. Iniziali mixs, per l'esattezza 5 in mono, avvenne sul nastro 2, il 20 aprile. Il 27 dello stesso mese venne realizzato un secondo mixaggio mono, sul decimo nastro, mai usato. Il 12 maggio si utilizzò il decimo nastro per un nuovo mixaggio, eccetto che nella coda, per la quale venne utilizzato il sesto nastro. Il 20 dello stesso mese, sempre utilizzando il decimo ed il sesto nastro, venne fatto il mixaggio stereo. Per tutte le sedute di mixaggio il produttore fu George Martin ed il primo fonico Geoff Emerick; Phil McDonald fu il secondo fonico in tutti i casi, eccetto che nella seduta del 12 maggio, quando il suo posto venne preso momentaneamente da Jerry Boys. Per le sedute di registrazione, Martin, Emerick e McDonald ebbero gli stessi ruoli.
Paul McCartney ha affermato di pensare di aver aiutato Lennon per la composizione della seconda e della terza strofa, e del middle eight, ma che l'assegna a Lennon per l'80%. Il soggetto della storia è probabilmente Cynthia Lennon, moglie di John, che aveva regalato al marito un uccellino finto in una gabbietta, ma sono stati ipotizzati anche Frank Sinatra, Mick Jagger e lo stesso Lennon. Il brano è in tonalità Mi maggiore. Lennon l'ha considerata una canzone usa-e-getta.

## Formazione
- John Lennon - voce, chitarra ritmica (?), battimani
- Paul McCartney - armonie vocali, basso, chitarra solista (?), battimani
- George Harrison - armonie vocali, chitarra solista, battimani
- Ringo Starr - batteria, tamburello, battimani[2][3]

Come già detto, è stato anche pensato che Harrison suoni entrambe le chitarre soliste.